# 제15회 카를로비바리 국제 영화제
제15회 카를로비바리 국제 영화제는 1966년 7월 6일에 열린 시상식이다.

## 수상 및 후보

### 심사위원특별상(장편)
- 멋진 인생 - 장-폴 라프노 수상
- 관료의 죽음 - 토마스 구티에레즈 알레아 수상

### 남우주연상(장편)
- Tsar and General - Naum Šopov 수상
- Nobody Wanted to Die - Donatas Banionis 수상